# Virgilio Expósito
Virgilio Expósito (Campana, Argentina, 3 de mayo de 1924 - Buenos Aires, 25 de octubre de 1997), cuyo nombre completo era Virgilio Hugo Expósito, fue un compositor de tango y pianista argentino reconocido como uno de los músicos más representativos de la generación de 1940.

## Primeros años
Su padre, Manuel Juan Expósito, había sido criado en la Casa de Niños Expósitos (en calle Montes de Oca, de la ciudad de Buenos Aires) y adoptado por una familia sustituta. En su adolescencia escapó de esta familia y se mudó a Banfield (en el Gran Buenos Aires) y después a Zárate (a 90 km al noroeste de Buenos Aires), donde trabajó en una panadería y después en el ferry que transportaba trenes hasta la provincia de Entre Ríos, a través del río Paraná. Después de casarse (en su documento figuraba con el apellido Expósito) y tener su primer hijo, Homero, fundó la confitería Mimo, donde trabajó como pastelero de profesión. También fue poeta y director de teatro de obras anarquistas. Podía leer en cuatro idiomas
Su madre se llamaba Rafaela del Giúdice Cafaro y también era anarquista.
Virgilio Expósito nació en Campana, en la casa de su abuela materna, pero a los tres días se mudó a la ciudad de Zárate (provincia de Buenos Aires, a 20 km de Campana), con un gran desarrollo de la música tanguera.

## Carrera profesional
Puso música a decenas de letras de tango de su hermano Homero (cinco años mayor que él).
Fue uno de los músicos más representativos de la generación del cuarenta.
En 1938 compuso, en la casa de sus padres en Zárate, la música de su primer tango, Rodando, junto a su hermano Homero Expósito. Más tarde sería cantado por Libertad Lamarque, sin mayor repercusión.
A los 16 años, formó una orquesta típica de tango junto con Homero Expósito y el baterista zarateño Tito Alberti (que luego se haría famoso).
A los 18 años formó una orquesta de jazz.
En 1945, a los 21 años de edad, se radicó en Buenos Aires.
Dos años después sería nombrado director de la Orquesta de Radio Splendid.
A fines de los años cincuenta fue productor discográfico del cantante Billy Cafaro.
Viajó a Estados Unidos en un barco tocando el piano en una orquesta de jazz.
En los años sesenta se fue 8 años a vivir a Brasil, donde trabajó para la RCA Víctor y grabó dirigiendo una orquesta con Neil Sedaka y Paul Anka cantando en español.
En los años setenta creó dos sellos discográficos: Azur y Pincén. En 1995 recibió un Diploma al Mérito de los Premios Konex como uno de los 5 mejores Autores de Tango de la década en Argentina.
Entre sus alumnos se cuentan
Juan Carlos Baglietto (de la Trova Rosarina),
Gloria Marcó (hija del tanguero Héctor Marcó),
Max Masri (uno de los creadores del tango electrónico),
Enrique Llopis (Cantante,Compositor y Autor).
En sus últimos años trabajó con músicos del rock argentino: Litto Nebbia y Andrés Calamaro. Con Charly García colabora en la banda de sonido de la película Funes, un gran amor del cineasta Raúl de la Torre, que fue filmada en su ciudad natal, Virgilio participa además como actor, encarnando a un personaje parecido a su propio padre.

Los hermanos Expósito son como los Mick Jagger y Keith Richard del tango.
Charly García

En 1993 declaró que Carlos Gardel había sido un genio musical, pero que nunca se le habían conocido novias o mujeres, y que estaba solo. Ese dato ha sido refutado en varias oportunidades.
También declaró (sin aportar pruebas) que el principal autor de los tangos de Carlos Gardel habría sido el músico Alberto Castellanos.
Vivió con su esposa en un departamento en el barrio de Recoleta.
Sus hermanos Homero y Luis María fallecieron en 1987 y 1991, respectivamente.
Él falleció el 25 de octubre de 1997.

## Tangos[10]

### Con letra de su hermano Homero Expósito
- Absurdo (1940), vals
- Barquitos de papel (1939, inédito)[11]
- Batilana (1993)[12][13]
- Chau, no va más (1980), último tango que compusieron juntos.[14][15]
- De zurda (milonga)[16]
- Eso (foxtrot)[17]
- Fangal (1954), obra póstuma de Enrique Santos Discépolo, terminada con Homero Expósito.
- Farol (1941)
- Maquillaje (1938, compuesto a los catorce años de edad)
- Naranjo en flor (1941),[18] grabada por la orquesta de Aníbal Troilo en noviembre de 1944[19]
- Oro falso
- Piti piti, que interpretaría Billy Caffaro[20]
- Pobre piba
- Siempre París (1942)
- Tu casa ya no está (vals)
- Vete de mí (1946), bolero con más de 400 versiones, incluyendo las de Bola de Nieve, Caetano Veloso, (en el disco Fina estampa, de 1994, Cantares de la Universidad de Colima (con arreglo del Mtro. Jaime Ignacio Quintero Corona), Enrique Bunbury (en su álbum "Archivos Vol.1: Tributos y BSOs", publicado en 2016)
- La Cruz del Sur (canción)[21]

### Letras del propio Virgilio Expósito[22]
- Afuera con el sol (1978)
- Canción de amor a Colombia (1978)
- Como otras tantas veces (1978)
- El eco de nuestra soledad
- El momento (1940)
- Entre otras cosas (1965)
- Full-time
- La línea del destino (1983)
- Sólo cuando estás conmigo (1989)
- Todos los días[23]
- Tontos (1978)

### Otros tangos
- Chau Piazzolla (tango instrumental)
- Esta semana que no estás aquí (1980), letra de José Servidio
- Parisien (tango instrumental, con Héctor Stamponi)

## Discografía
- 1991: Cancionística, Melopea, sku: 1364.
- 1993: Melódico, Melopea.
- Grabó "Naranjo en flor" en un disco en vivo de Juan Carlos Baglietto
- 1996: Vete de mí (una de pasiones), cortometraje de Alberto Ponce, basado en el bolero homónimo, donde él aparece con Aldo Barbero, Edda Bustamante y Leonardo Favio.[24]
- Grabó "Naranjo en flor" para el disco Honestidad brutal de Andrés Calamaro.